# Baleyssagues
Baleyssagues är en kommun i departementet Lot-et-Garonne i regionen Nouvelle-Aquitaine i sydvästra Frankrike. Kommunen ligger i kantonen Duras som tillhör arrondissementet Marmande. År 2022 hade Baleyssagues 188 invånare.

## Befolkningsutveckling
Antalet invånare i kommunen Baleyssagues
| Referens: INSEE |